# Saint-Léger-sous-Brienne
Saint-Léger-sous-Brienne é uma comuna francesa na região administrativa de Grande Leste, no departamento de Aube. Estende-se por uma área de 13,52 km². Em 2010 a comuna tinha 395 habitantes (densidade: 29,2 hab./km²).